# Spherodoptera okinawana
Spherodoptera okinawana är en fjärilsart som beskrevs av Matsumura 1931. Spherodoptera okinawana ingår i släktet Spherodoptera och familjen glasvingar. Inga underarter finns listade i Catalogue of Life.